# Beugneux
Beugneux est une commune française située dans le département de l'Aisne, en région Hauts-de-France.

## Géographie

### Communes limitrophes
Beugneux se situe dans le canton de Villers-Cotterêts. Les communes à proximité sont : Grand-Rozoy, Servenay, Cramaille, Oulchy-le-Château. Wallée est un hameau, appartenant à la commune.

### Hydrographie
La commune est située dans le bassin Seine-Normandie. Elle est drainée par le cours d'eau 01 des Prés de Comporté et le fossé Fourgon,,.

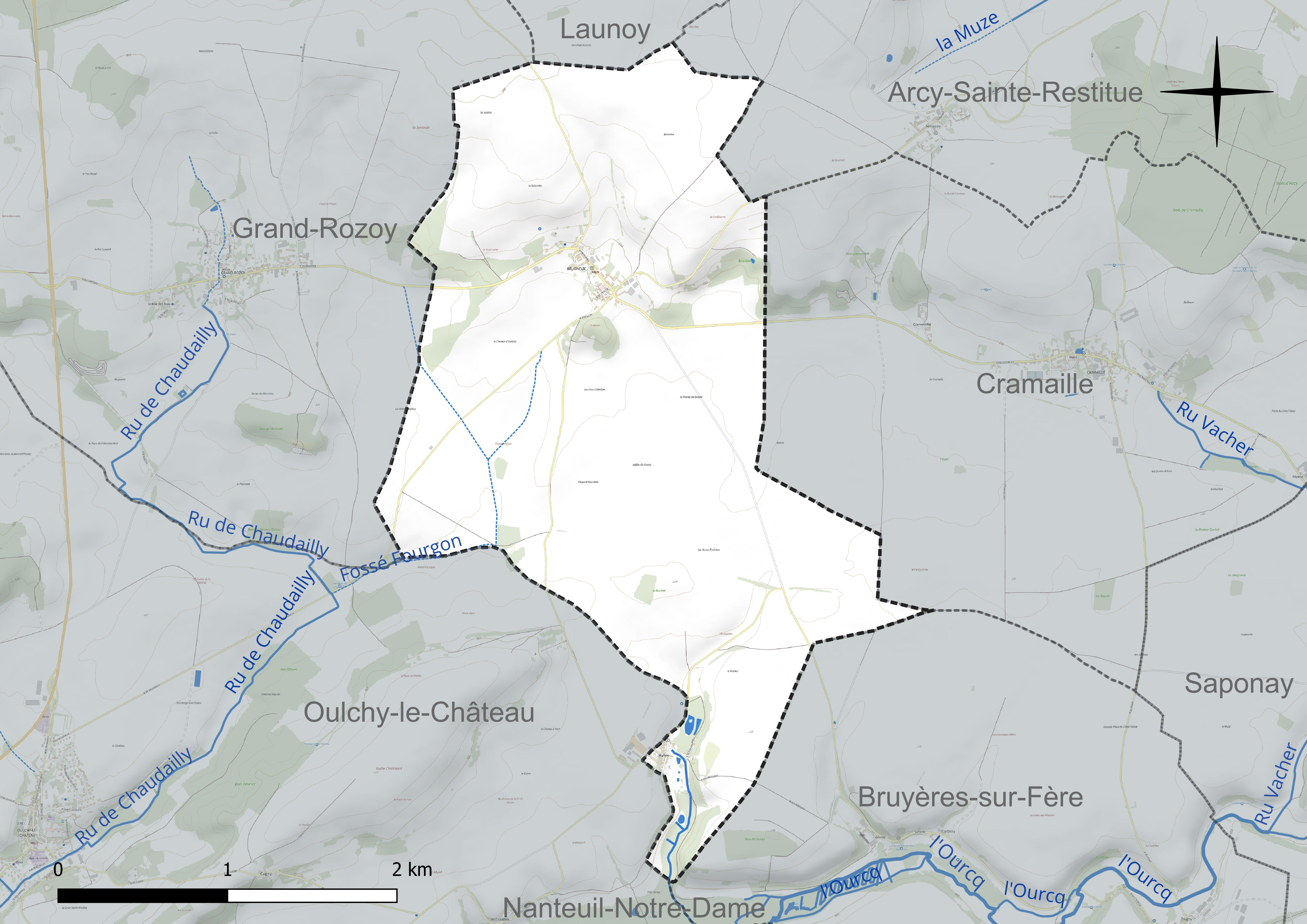
Réseau hydrographique de Beugneux.

### Climat
Pour des articles plus généraux, voir Climat des Hauts-de-France et Climat de l'Aisne.
En 2010, le climat de la commune est de type climat océanique dégradé des plaines du Centre et du Nord, selon une étude du CNRS s'appuyant sur une série de données couvrant la période 1971-2000. En 2020, Météo-France publie une typologie des climats de la France métropolitaine dans laquelle la commune est exposée à un climat océanique altéré et est dans la région climatique Nord-est du bassin Parisien, caractérisée par un ensoleillement médiocre, une pluviométrie moyenne régulièrement répartie au cours de l'année et un hiver froid (3 °C).
Pour la période 1971-2000, la température annuelle moyenne est de 10,4 °C, avec  une amplitude thermique annuelle de 15 °C. Le cumul annuel moyen de précipitations est de 742 mm, avec 12,5 jours de précipitations en janvier et 8,6 jours en juillet. Pour la période 1991-2020 la température moyenne annuelle observée sur la station météorologique la plus proche, située sur la commune de Braine à 15 km à vol d'oiseau, est de 11,3 °C et le cumul annuel moyen de précipitations est de 662,7 mm,. Pour l'avenir, les paramètres climatiques de la commune estimés pour 2050 selon différents scénarios d'émission de gaz à effet de serre sont consultables sur un site dédié publié par Météo-France en novembre 2022.

## Urbanisme

### Typologie
Au 1er janvier 2024, Beugneux est catégorisée commune rurale à habitat très dispersé, selon la nouvelle grille communale de densité à 7 niveaux définie par l'Insee en 2022.
Elle est située hors unité urbaine. Par ailleurs la commune fait partie de l'aire d'attraction de Château-Thierry, dont elle est une commune de la couronne,. Cette aire, qui regroupe 52 communes, est catégorisée dans les aires de moins de 50 000 habitants,.

### Occupation des sols
L'occupation des sols de la commune, telle qu'elle ressort de la base de données européenne d'occupation biophysique des sols Corine Land Cover (CLC), est marquée par l'importance des territoires agricoles (94,7 % en 2018), une proportion identique à celle de 1990 (94,7 %). La répartition détaillée en 2018 est la suivante : 
terres arables (87,9 %), forêts (5,3 %), prairies (4,9 %), zones agricoles hétérogènes (1,9 %).
L'évolution de l'occupation des sols de la commune et de ses infrastructures peut être observée sur les différentes représentations cartographiques du territoire : la carte de Cassini (XVIIIe siècle), la carte d'état-major (1820-1866) et les cartes ou photos aériennes de l'IGN pour la période actuelle (1950 à aujourd'hui).

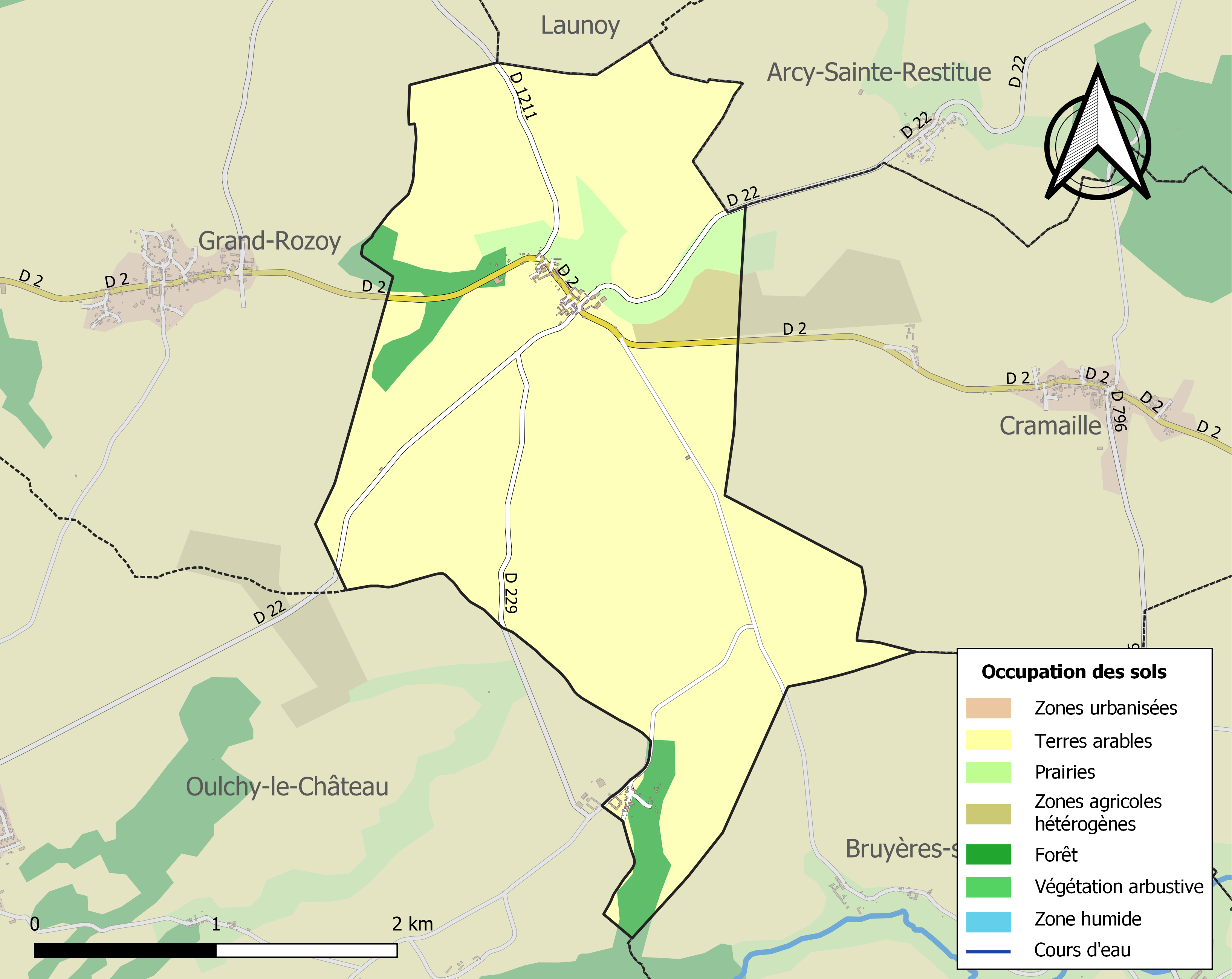
Carte des infrastructures et de l'occupation des sols de la commune en 2018 (CLC).

## Toponymie
Les anciens noms de la commune sont : Buingnaus (XIIIe siècle) ; Bugneux (1464) ; Bugnieux (1515) ; Bugneulx (1519) ; Buigneux (1573) ; Beugneulx (1627) ; Beugneux-Vuallée (1733) ; Beugneu-Wallée (1745)
Jusqu'en l'an V du calendrier républicain.
Peut-être de l'oil buigne et du suffixe diminutif -el , au pluriel : « petites bosses ». L'étymologie repose sur le gaulois *bunio, *bunion, avec le sens de bosse, renflement. Un beugnon ou bignon désigne une source jaillissant à fleur de terre en y faisant un bombement du sol ou une source sortant d'une souche, le sens a pu s'étendre à un trou d'eau alimenté par une résurgence. Ces sens sont confirmés par l'ancien français buignon, « source »  et plus précisément « source jaillissante, eau qui jaillit du sol ».

## Politique et administration

### Découpage territorial
La commune de Beugneux est membre de la communauté de communes du Canton d'Oulchy-le-Château, un établissement public de coopération intercommunale (EPCI) à fiscalité propre créé le 30 décembre 1994 dont le siège est à Oulchy-le-Château. Ce dernier est par ailleurs membre d'autres groupements intercommunaux.
Sur le plan administratif, elle est rattachée à l'arrondissement de Soissons, au département de l'Aisne et à la région Hauts-de-France. Sur le plan électoral, elle dépend du  canton de Villers-Cotterêts pour l'élection des conseillers départementaux, depuis le redécoupage cantonal de 2014 entré en vigueur en 2015, et de la cinquième circonscription de l'Aisne  pour les élections législatives, depuis le dernier découpage électoral de 2010.

### Administration municipale
| Période                                  | Période    | Identité               | Étiquette | Qualité  |
| ---------------------------------------- | ---------- | ---------------------- | --------- | -------- |
| avant 1874                               | après 1875 | Duval                  |           |          |
| Les données manquantes sont à compléter. |            |                        |           |          |
| mars 2001                                | mars 2008  | Gilles Van Den Bussche |           |          |
| mars 2008                                | mars 2014  | Bérénice Mereuze       |           |          |
| mars 2014                                | mai 2020   | Pierre Barré           | SE        | Retraité |
| mai 2020                                 | en cours   | Étienne Callay         | SE        |          |

## Démographie
L'évolution du nombre d'habitants est connue à travers les recensements de la population effectués dans la commune depuis 1793. Pour les communes de moins de 10 000 habitants, une enquête de recensement portant sur toute la population est réalisée tous les cinq ans, les populations de référence des années intermédiaires étant quant à elles estimées par interpolation ou extrapolation. Pour la commune, le premier recensement exhaustif entrant dans le cadre du nouveau dispositif a été réalisé en 2007.

En 2022, la commune comptait 117 habitants, en évolution de +6,36 % par rapport à 2016 (Aisne : −1,97 %, France hors Mayotte : +2,11 %).
| 1793 | 1800 | 1806 | 1821 | 1831 | 1836 | 1841 | 1846 | 1851 |
| ---- | ---- | ---- | ---- | ---- | ---- | ---- | ---- | ---- |
| 190  | 199  | 192  | 199  | 221  | 256  | 250  | 204  | 215  |

| 1856 | 1861 | 1866 | 1872 | 1876 | 1881 | 1886 | 1891 | 1896 |
| ---- | ---- | ---- | ---- | ---- | ---- | ---- | ---- | ---- |
| 218  | 249  | 213  | 222  | 217  | 195  | 217  | 222  | 214  |

| 1901 | 1906 | 1911 | 1921 | 1926 | 1931 | 1936 | 1946 | 1954 |
| ---- | ---- | ---- | ---- | ---- | ---- | ---- | ---- | ---- |
| 207  | 234  | 225  | 169  | 198  | 167  | 175  | 140  | 180  |

| 1962 | 1968 | 1975 | 1982 | 1990 | 1999 | 2006 | 2007 | 2012 |
| ---- | ---- | ---- | ---- | ---- | ---- | ---- | ---- | ---- |
| 122  | 97   | 94   | 92   | 75   | 83   | 116  | 121  | 113  |

| 2017 | 2022 | - | - | - | - | - | - | - |
| ---- | ---- | - | - | - | - | - | - | - |
| 111  | 117  | - | - | - | - | - | - | - |

## Culture locale et patrimoine

### Lieux et monuments
- L'église Saint-Pierre du XVe siècle est classée monument historique depuis 1921.
- Lavoir[25].
- Chapelle Saint-Rufin-et-Saint-Valère de Wallée.

### Héraldique
| Blason de Beugneux | Blason  | Tiercé en pairle renversé : au 1er d'azur à un coq contourné d'argent, au 2e d'or à une volute de crosse de gueules, au 3e de sinople à sept épis de blé, empoignés, posés en éventail et liés d'or. Ornements extérieursCroix de guerre 1914-1918                                                                            |
| Blason de Beugneux | Détails | Le coq est attribut de saint Pierre, patron de la paroisse. La volute de crosse est pour le prieur d'Oulchy-le-Château qui fut le seigneur temporel de Beugneux jusqu'à la Révolution. Enfin, le blé est pour les grandes cultures céréalières qui caractérisent le village. Le statut officiel du blason reste à déterminer. |

## Pour approfondir